# Shuhua
Yeh Shuhua (en mandarín: 葉舒華; Taoyuan, 6 de enero de 2000), conocida monónimamente como Shuhua (en coreano: 슈화), es una cantante taiwanesa. Es miembro del grupo femenino surcoreano (G)I-dle, que debutó bajo Cube Entertainment en mayo de 2018.

## Biografía
Shuhua nació el 6 de enero de 2000, en Taoyuan, Taiwán, como la segunda de tres hijas. Su padre es Hakka y su madre es Tayal. La lengua materna de Yeh es el mandarín taiwanés, y reconoce que no es completamente fluida en el taiwanés Hakka. Además, es competente en coreano y tiene un buen dominio de los idiomas inglés y japonés. Asistió a la Escuela de Artes de Hwa Kang con un enfoque en el teatro. Ella ganó mucho interés en el K-pop después de ser inspirada por Hyuna.

## Carrera

### 2016-2018: Actividades predebut
En su juventud, cautivada por los actores de la televisión, soñó con convertirse en una celebridad, expresando sus aspiraciones con determinación. En mayo de 2016, Shuhua fue reclutada por Cube Entertainment durante la Cube Star World Audition. Terminó su primer año de secundaria antes de mudarse a Corea del Sur para ser una pasantía. A pesar de las preocupaciones de mudarse a un país extranjero a una edad temprana, decidió perseguir sus sueños, temiendo posibles arrepentimientos si no aprovechaba el riesgo. El más difícil de sus días de pasantía fue lidiar con la barrera del idioma y esforzarse por comprender el coreano. En junio de 2017, Yeh participó en un video promocional de Rising Star Cosmetics junto con Yuqi y Minnie, futuros compañeros de banda de  (G) I-dle. En septiembre de 2017, ella y Yoo Seon-ho actuaron en el video musical de 10 cm"Pet". 

### 2018-presente: Debut con (G)I-dle y trabajos en solitario

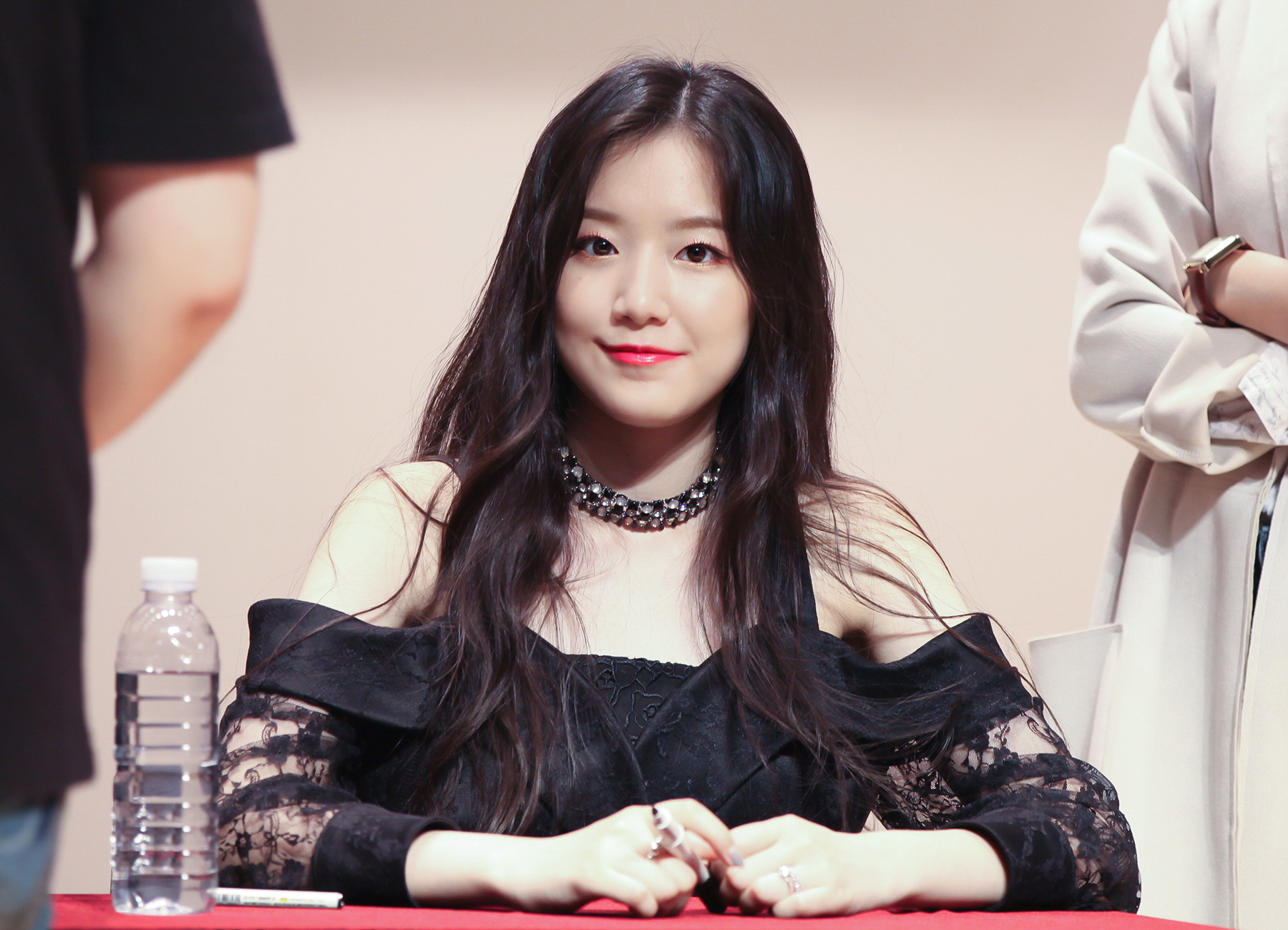
Shuhua en 2018

Luego de ser aprendiz por dos años, debutó en (G)I-dle el 2 de mayo de 2018, con el miniálbum  I Am.
Ganó la medalla de bronce en gimnasia rítmica en el 16o Campeonato de Atletismo Idol Star en 2019. En diciembre de 2020, se unió al Festival de Canción Maknae 2020 KBS, presentando una actuación de "I Don't Know" de Apink junto a Shin Yu-na de Itzy, Jang Won-young de Iz*One y Oh My Girl's Arin. Más tarde, en diciembre de 2020, Shuhua participó en un episodio del programa surcoreano ko[ko] junto con su compañero de banda Yuqi en el que cada uno de los concursantes tiene una competencia de cocina. 
Fue seleccionada como presentadora del programa de entretenimiento web Workdol en 2023. Ella se fue en un hiato temporal el 8 de febrero de 2024, debido a problemas de salud, pero regresó el 21 de marzo de 2024, para el rendimiento de la Serie de Seúl de MLB.
Fue seleccionada para la edición de mayo de los GQ Taiwan Global Creativity Awards.

## Otros
En abril de 2024, Shuhua se convirtió en embajadora de marca de Robinmay, una marca de bolsas para mujeres, y D+AF, una marca de zapatos.

## Filmografía
| Año  | Título  | Rol        | Notas                       | Ref.   |
| ---- | ------- | ---------- | --------------------------- | ------ |
| 2023 | Workdol | Anfitriona | 25 de mayo- 21 de diciembre | [ 16 ] |

### Shows de televisión
| Año  | Título      | Rol        | Notas        | Ref.          |
| ---- | ----------- | ---------- | ------------ | ------------- |
| 2024 | What a Trip | Ella misma | Reality show | [ 22 ] [ 23 ] |

### Apariciones en videos musicales
| Año  | Artista | Canción | Notas           | Ref.   |
| ---- | ------- | ------- | --------------- | ------ |
| 2017 | 10cm    | Pet     | con Yoo Seon-ho | [ 24 ] |